# Amilaga geometroides
Amilaga geometroides là một loài bướm đêm trong họ Noctuidae.